# Ruth Murray-Clay

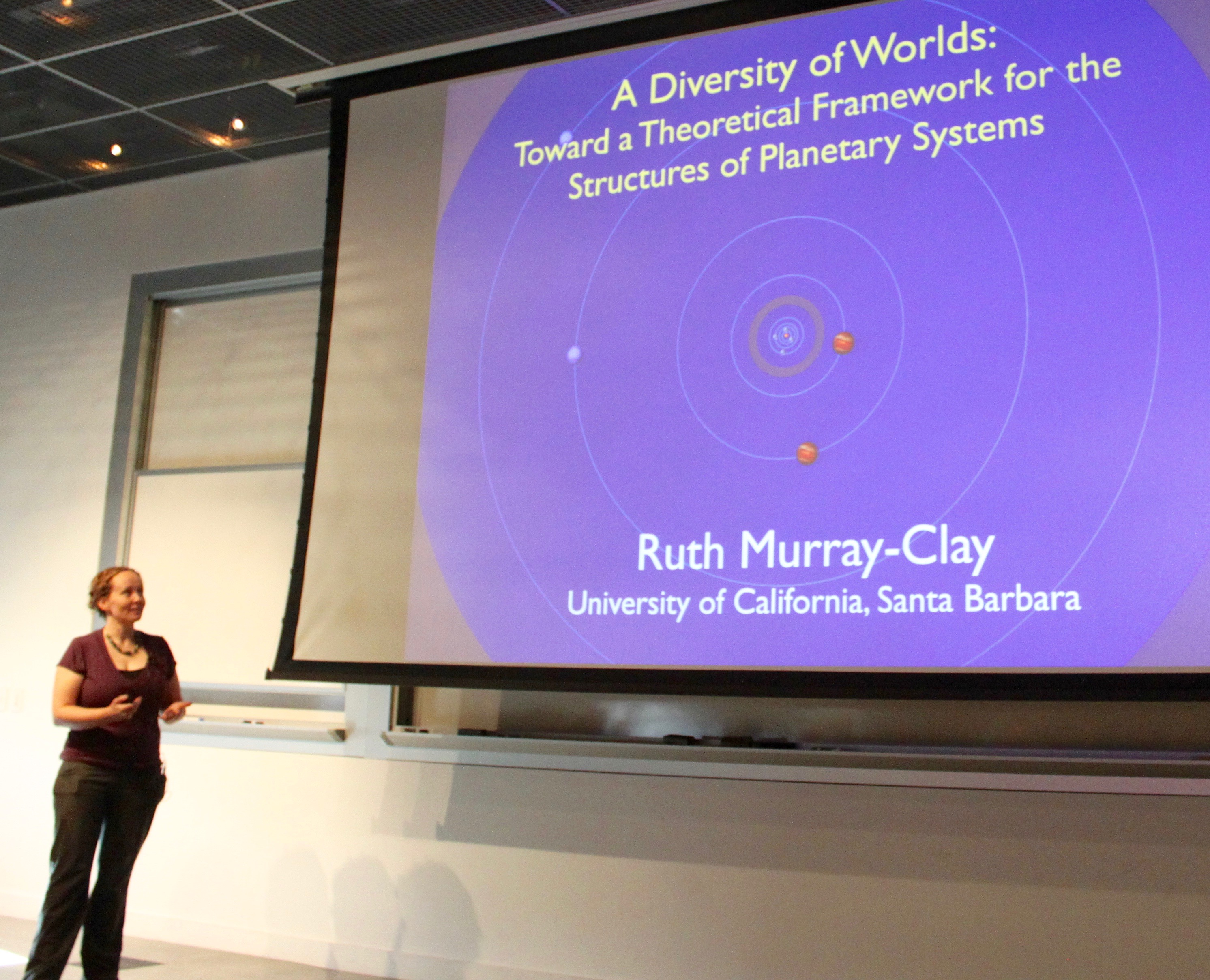
Ruth Murray-Clay presentando la reunión 2015 ExSoCal en Caltech.

Ruth Murray-Clay es una profesora en la Universidad de California en Santa Cruz, que estudia la formación de sistemas planetarios.

## Carrera
Se graduó magna cum laude en la Universidad de Harvard en 2001, entonces se transfirió a la Universidad de California en Berkeley donde consiguió un máster en 2004 y su doctorado en 2008 bajo la supervisión de Eugene Chiang.  Fue una becaria postdoctoral en el Instituto de la Universidad de Harvard para Teoría y Computación hasta 2010, cuando se convirtió en conferencista en la Universidad de Harvard. En septiembre de 2014,  se unió a la Universidad de California en Santa Bárbara donde ostentó el cargo de profesora asistente de Física.  En 2017, se convirtió en la primera titular de la Cátedra de Familia E. K. Gunderson en Astrofísica Teórica.

## Premios
En 2008, Murray-Clay recibió el Premio Mary Elizabeth Uhl por su trabajo de disertación hecho mientras estaba en la Universidad de California en Berkeley. En 2012,  se convirtió en una Becaria Kavli de la Academia Nacional de Ciencias. Recibió el Premio Helen B. Warner en Astronomía de la Sociedad Astronómica Estadounidense en 2015.

## Vida pública
Murray-Clay entró en el punto de mira en 2015 después de que Buzzfeed publicó una historia detallando el acoso sexual del astrónomo Geoffrey Marcy a mujeres y la aparente inacción de la universidad, que finalmente llevó a la dimisión de Marcy. Murray-Clay, quien era estudiante en la Universidad de California en Berkeley durante el tiempo que los acosos tuvieron lugar, se ofreció para describir sus intentos de parar el acoso y la carencia de acción de la universidad. Su participación se acredita con ayudar a llamar la atención sobre el acoso sexual en el campo de la astronomía.